# Primera Campaña del Kubán
La Primera Campaña del Kubán (en ruso: Первый Кубанский поход o Marcha del Hielo (Ледяно́й поход) fue la primera campaña militar del Ejército de Voluntarios en el Kubán, forzados por la presión del Ejército Rojo por el norte, en un intento de capturar, desde Rostov del Don, Yekaterinodar, y conseguir la alianza de los grupos de cosacos del Kubán. Se desarrolló entre el 9 (22 de febrero) y el 30 de abril (13 de mayo) de 1918.
Tras la muerte de su líder, el general Lavr Kornílov, en Yekaterinodar, Antón Denikin tomó el mando y decidió la retirada a la línea del Don, a Yegorlykskaya y Mechótinskaya.
Esta campaña representó la primera acción del recién formado Ejército de Voluntarios, bajo el mando de los generales Kornílov y Alekséyev, y tras la muerte del primero, Antón Denikin. Su objetivo principal era reunir a las fuerzas blancas del Don y del Kubán.

## Antecedentes

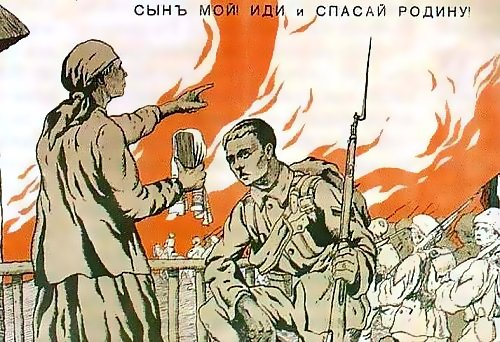
Cartel de reclutamiento blanco de 1919: "Hijo mío, ve y protege la Patria".

Los acontecimientos ocurridos entre febrero de 1917 y octubre del mismo año condujeron al caos en el país y al comienzo de la guerra civil. En esas circunstancias, parte del Ejército Imperial Ruso decidió unirse con el propósito de reconstituir un poder firme en el país para continuar la guerra. El grupo fue conocido inicialmente como la "organización de Alekséyev" (Алексеевской организации) y comenzó sus actividades con la llegada del general Alekséyev a Novocherkask el 2 (15) de noviembre de 1917. La situación en el Don era difícil. El atamán Kaledin, con el que Alekséyev debatió los planes sobre la nueva organización armada, aceptó la solicitud de "dar refugio a la oficialidad rusa" en un principio. No obstante, en vistas de los ánimos en la localidad, recomendó a Alekséyev no detenerse en Novocherkask más de una semana.
En la conferencia especial de delegados de Moscú y generales del 18 (31) de diciembre de 1917 se decidieron los mandos y atribuciones directivas de la "organización de Alekséyev" entre los generales Alekséyev y Kornílov (llegado al Don el 6 (19) de diciembre de 1917). Todo el mando militar quedó en manos del general Kornílov.
El 24 de diciembre de 1917 (6 de enero de 1918) se encargó la formación de las unidades y su formación para el combate al teniente general del Estado Mayor Serguéi Márkov. El día Navidad se emitió la orden "secreta" por la que el general Kornílov asumía el mando del Ejército, que desde ese día comenzó a denominarse oficialmente Ejército de Voluntarios.
El Ejército Rojo avanzaba desde el norte a Novocherkask y desde el sur y el oeste a Rostov. Las tropas bolcheviques intentaban rodear esas ciudades, dejando al Ejército de Voluntarios con muchas bajas, en una situación desesperada. En comparación con las fuerzas  bolcheviques, las tropas sumaban aproximadamente 2000 bayonetas, mientras que las guerrillas cosacas del yesaúl Chernetsov, del starshiná Semilétov y del sótnik Grékov no alcanzaban las 400. Las fuerzas eran insuficientes y el mando voluntario trataba, con sus pequeños y agotados regimientos, de detener el avance de los revolucionarios.
Tras la renuncia de los cosacos del Don a ayudar al Ejército de los Voluntarios y la llegada del ejército soviético al Cáucaso, Kornílov decidió retirarse del Don. En Rostov había gran cantidad de pertrechos militares, proyectiles, munición y material y médico. En la ciudad reposaban hasta 16000 oficiales que se han negado a defender la ciudad, y los generales Kornílov y Alekséyev no consiguieron ni requisar los materiales ni movilizar a la población. Por ello a la llegada de las tropas lideradas por Sivers, éstas se hicieron con estos materiales y amedrentaron a la población, fusilando a algunos oficiales.
El general Denikin escribiría en sus Ensayos sobre los disturbios de Rusia que a principios de febrero el ejército contaba con varias siguientes unidades (en proceso de formación): el Regimiento de Asalto de Kornílov; el regimiento Gueórguiyevski (compuesto por un cuerpo de oficiales procedentes de Kiev); el primer, 2º y 3er Batallón de Oficiales (compuestos por los oficiales que se habían reunido en Novocherkask y Rostov -liderados por los coroneles Kutépov, Borísov y Lavréntiev, y más tarde por el coronel Vasili Simanovski); el Batallón Junker (compuesto principalmente de junkers y cadetes de las escuelas militares de San Petersburgo, bajo el mando del stabskapitän Parfiónov); el Regimiento de Voluntarios de Rostov (compuesto por estudiantes voluntarios de Rostov, bajo el mando del general-mayor Borovski); 2 Divisiones de Caballería (bajo el mando de los coroneles Hörschelmann y Grazenal; 2 Batallones de Artillería (compuestos principalmente por cadetes y oficiales de las escuelas de artillería -subcoroneles Mionchinski y Yeroguin) y una serie de unidades menores como la Compañía de Mar (capitán Potiomkin), la Compañía de Ingenieros, el Batallón de Ingenieros Checoslovaco, la División de la Muerte del Cáucaso (coronel Shiriáyev) y algunos grupos de guerrilleros conocidos por los nombres de sus líderes. De acuerdo con Denikin, estos batallones y regimientos estaban formados básicamente por cuadros. Debían formarse a la vez que peleaban, por lo que sufrieron grandes pérdidas.
El 1 (14) de febrero de 1918 el Ejército de Voluntarios quedó sin posibilidad de retirada hacia el Kubán por ferrocarril, al verse obligados a abandonar la estación y la localidad de Batáisk, ocupada por las tropas de Avtonómov y por contingentes de ferroviarios locales. Sin embargo las tropas del Ejército de Voluntarios consiguieron detener a las de Avtonómov en la margen izquierda del Don, privándolas del acceso a la ciudad de Rostov, por lo que los bolcheviques la sometieron al bombardeo de artillería pesada.
Al mismo tiempo, desde Matvéyev Kurgán y Taganrog se acercaban a Rostov las tropas soviéticas del comandante Sivers, que había conseguido que la guarnición de Stávropol, la 39.ª división, se adhiriera al bando bolchevique. El día 9 (22) de febrero, al llegar este refuerzo a los bolcheviques, el mando blanco decidió retirarse a Ólguinskaya. Sin embargo, no estaba claro la dirección posterior de la retirada: hacia el Kubán o hacia las granjas invernales del Don (conocidas como zimóvniki).

## La campaña
Los generales Alekséyev y Kornílov tomaron la decisión de dirigirse al sur, en dirección a Yekaterinodar, con la intención de aprovechar los ánimos antisoviéticos de los cosacos del Kubán y los pueblos del Cáucaso Norte, consiguiendo así convertir el Kubán en base de operaciones para acciones posteriores. Su ejército alcanzaba con dificultades los números de una unidad de tres batallones, pero era conocido como Ejército por comparación con el Ejército Rojo al que se enfrentaban y por considerarse el heredero del Ejército Imperial Ruso.
El 9 de febrero el Ejército de Voluntarios fue conducido a la orilla izquierda del Don, deteniéndose en la stanitsa Ólguinskaya. Aquí el ejército fue reorganizado en tres cuerpos de infantería (Regimiento de Oficiales -Svodno-Ofitserski polk-, Regimiento de Asalto de Kornílov y Regimiento de Guerrilleros). Formaban parte del ejército un batallón de junker, un batallón de artillería (10 piezas) y 2 grupos de caballería. El 25 de febrero los Voluntarios se dirigieron hacia Ekaterinodar, a través de las estepas del Kubán, pasando por las stanitsas Jomutóvskaya, Kagalnítskaya y Yegorlykskaya del óblast de Rostov, entrando en la gubernia de Stávropol (Lezhanka) y, por último en el óblast de Kubán, atravesando al vía Rostov-Tijorétskaya hacia Ust-Labínskaya, donde cruzaron el Kubán.
Durante esta retirada el Ejército de Voluntarios se vio siempre acosado por las tropas revolucionarias, superiores en número y reforzadas, lo que condición la elección de la táctica de combate blanca, anticipándose a los ataques enemigos e intentando flanquearles. Apenas se usaba la artillería, reservándose para los objetivos importantes.
El 1 (14) de marzo de 1918, el Ejército Rojo ocupó Yekaterinodar sin resistencia al ser abandonada por la Rada de la República Popular de Kubán el día anterior, en dirección a Maikop. La decisión fue tomada por el recién nombrado (26 de enero) atamán de las tropas de la República, el coronel Víktor Pokrovski, y este movimiento complicó la posición blanca.
Los primeros rumores de la ocupación de Yekaterinodar por las tropas bolcheviques llegaron a las tropas Voluntarias el 2 (15) de marzo, al llegar a la estación de la stanitsa Vyselki. El rumor no fue creído inicialmente, y no sería hasta dos días después -4 (17) de marzo-, tras los combates por Korenóvskaya, que fue dado por cierto al encontrar la noticia en un periódico soviético dejado en la población. La noticia dejó sin sentido la estrategia del Ejército de Voluntarios, que había costado ya muchas vidas. Ante estos hechos, Kornílov decidió seguir hacia el sur, vía el Kubán, para llegar a las stanitsas cosacas y los aules de la montaña, favorables a los blancos, donde las tropas podrían descansar en espera de momentos más favorables.
Alekséyev no puso en duda la decisión de Kornílov, pero Denikin y Romanovski le intentaron convencer de la necesidad de tomar Yekaterinodar, pues abandonar ese objetivo sería un golpe pesado para la moral del ejército, única baza de la inexperta y desabastecida tropa, en desventaja numérica ante los soldados de Avtonómov y Sorokin, pero Kornílov les aseguró que no era posible arriesgarse debido al estado de la tropa.
En la noche del 5 (19) al 6 (20) de marzo, el ejército de Kornílov se trasladó a Ust-Labínskaya, enfrentándose a la retaguardia del cuerpo de Sorokin. Tras cruzar el Labá en dirección a Maikop el 8 (22) de marzo, se encontraron un ambiente probolchevique que forzaba al combate por el control de cada jútor. Por ello, Kornílov ordenó cambiar la dirección del avance hacia el oeste, cruzando el Bélaya, hacia los aules circasianos, donde el general esperaba poder dar descanso a sus tropas y conservar las posibilidades de unirse con las tropas cosacas bajo el mando de Víktor Prokovski. Sin embargo, este grupo de tropas cosacas, creyendo encontrar a las tropas de Kornílov en Yekaterinodar, cesaron en sus intentos de capturar Maikop y se retiraron hacia el Kubán el 7 de marzo, enfrentándose a grupos bolcheviques en combates en los que demostraron una baja combatividad. Tras cuatro días de combates continuos, el 11 de marzo, los extenuados cosacos se encontraron con una partida de los hombres de Kornílov en los alrededores del aul Shendzhi.

### Marcha del Hielo

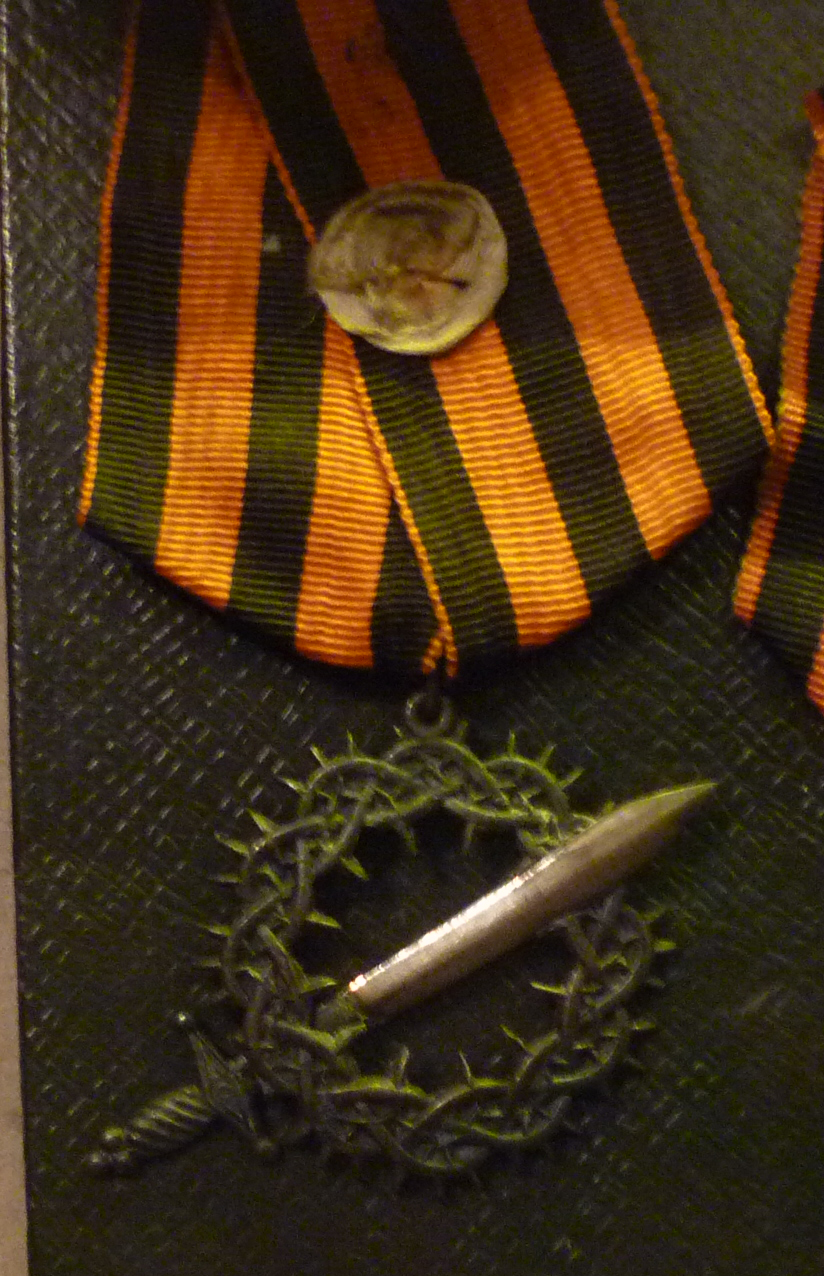
Medalla de la Primera Campaña del Kubán.

En ese mes de marzo de 1918 el clima comenzó a empeorar bruscamente: la intensa lluvia, en conjunción con las heladas, hacia que se congelaran los capotes. Debilitado por los numerosos combates y agotado por las marchas por las tierras negras embarradas del Kubán, el ejército empezaba a extenuarse ante la presión de los elementos. Comenzaron a descender las temperaturas por debajo de los 20 grados bajo cero y a caer fuertes nevadas en las montañas. En esos momentos, el 15 (28) de marzo, se dio un combate en los alrededores de Novodmítriyevskaya, en los que se destacó el regimiento de Serguéi Márkov y su Regimiento de Oficiales. Los soldados, a partir de estos acontecimientos, empezaron a referirse a su travesía del Kubán como la "Marcha del Hielo" (Ледяной поход).

### Muerte del general Kornílov

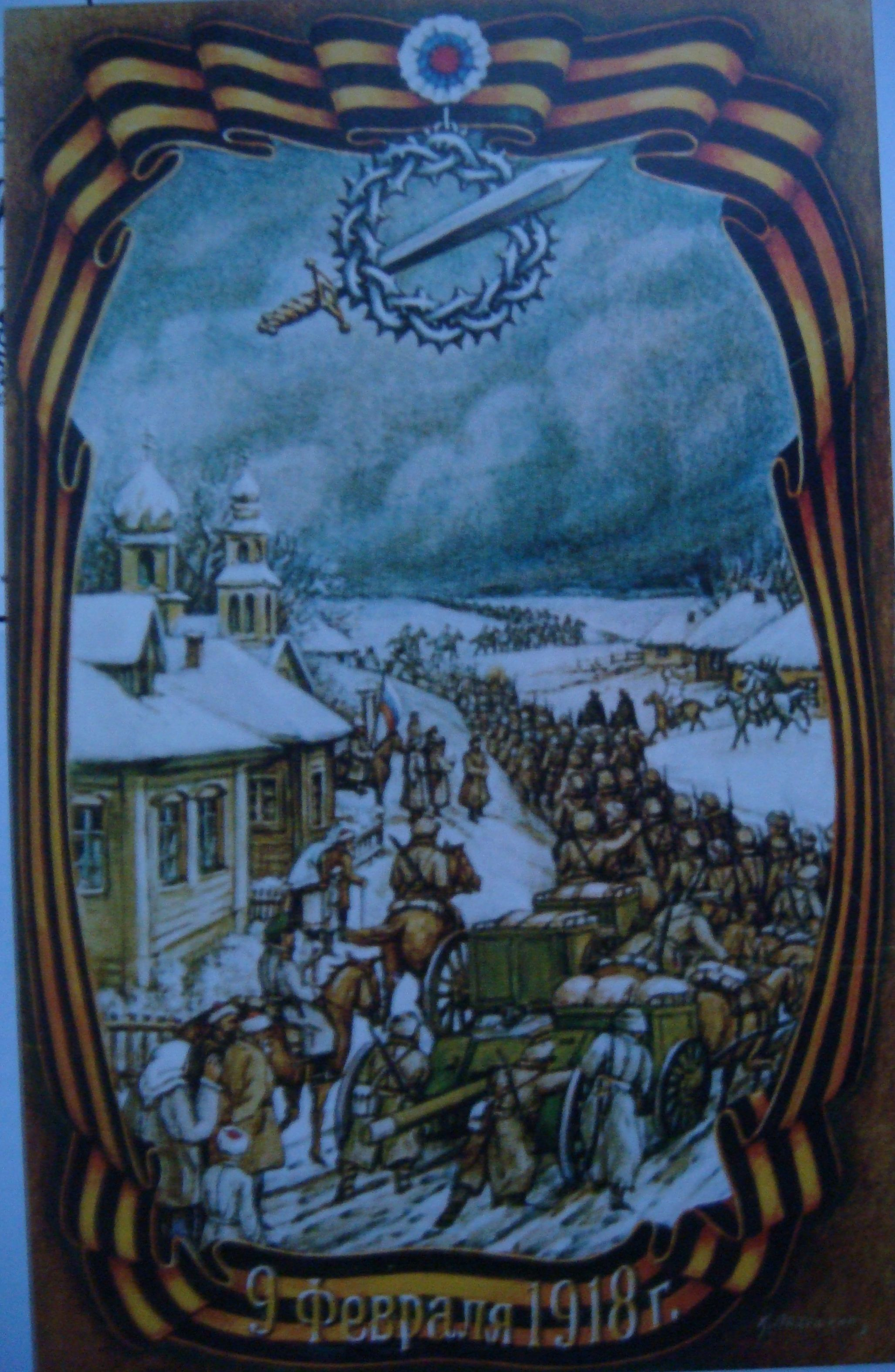
Postal conmemorativa de la Marcha del Hielo, publicada por la emigración blanca.

El 17 de marzo en Novodmítriyevskaya, tras vencer la reticencia de las tropas del Kubán, que querían mantenerse como una fuerza de combate independiente, y tras la firma de un contrato de alianza, los recursos militares de la República Popular del Kubán se integraron a las fuerzas bajo el mando de Kornílov. Como resultado de esta unión, el número de efectivos ha crecido hasta las seis mil bayonetas y sables y veinte piezas de artillería, formando tres brigadas.
De nuevo el Ejército de Voluntarios, con las tropas de refresco, se propuso tomar Yekaterinodar. El ejército descansó en Novodmitríyevskaya hasta el 22 de marzo, reorganizándose y elaborando el plan de ataque a la ciudad, y rechazando los ataques continuos de las tropas bolcheviques bajo el mando de Avtonómov desde Grigóriyevskaya.
Tras avanzar cruzando el Kubán hasta Yelizavétinskaya, el ejército dio comienzo al asalto de Yekaterinodar, defendida por unos veinte mil efectivos del Ejército Rojo del Sudeste bajo el mando de Sorokin y Avtonómov. Entre el 27 y el 31 de marzo (9 a 13 de abril) de 1918 el Ejército de Voluntarios intentó sin éxito hacerse con la capital del Kubán. En el curso del asalto, el general Kornílov falleció como consecuencia del impacto de una granada el 31 de marzo (13 de abril). Por ese motivo, y considerando las más de cuatrocientas bajas y alrededor de mil heridos sufridos en el infructuoso asalto, el mando de las tropas blancas, dirigido desde entonces por Denikin, ha decidido retirarse, reconociendo la superioridad del adversario. La retirada se produjo hacia el Don, a través de las stanitsas Medvédovskaya y Diadkóvskaya, tras fuertes combates en la primera de las stanitsas y en el cruce de las líneas de ferrocarril de Tsaritsyn y Tijorétskaya, en los que se destacó de nuevo el Regimiento de Oficiales de Serguéi Márkov.
El 29 de abril (12 de mayo), el Ejército de Voluntarios consiguió alcanzar el sur del óblast del Don por la zona de Mechótinskaya, Yegorlykskaya y Guliái-Borísovka, dándose por acabada la Marcha al día siguiente.